# Nauerna
Nauerna is een buurtschap in de gemeente Zaanstad, in de provincie Noord-Holland. De buurtschap Nauerna valt, ook voor de postadressen, grotendeels onder het dorp Assendelft, deels onder het dorp Westzaan. Nauerna heeft officiële blauwe plaatsnaamborden (komborden, met 30 km-zone) en heeft dus een 'bebouwde kom'.

## Naam
Oudere vermeldingen zijn Naauwerna, Nouwerna (1492), Nouwertna (1547) en Nauwertna (1604). De naam laat zich vergelijken met het Middelnederlandse nauwerna, een variant van nergen(t)na, dat wil zeggen 'op geen stukken na' of 'bij lange na niet'. Dit kan bedoeld zijn in de zin van 'volstrekt niet in de nabijheid' en dan duiden op de afgelegenheid van de plaats, maar het kan ook uitdrukking geven aan misnoegen van de eigenaar.

## Ligging
De buurtschap Nauerna ligt ten westen van Zaandam, ten zuidoosten van Assendelft, rond de weg Nauerna, aan weerszijden van de Schermersluis die de Nauernasche Vaart en het Zijkanaal D richting het Noordzeekanaal verbindt.

## Statistische gegevens
In 1840 omvatte de buurtschap Nauerna 24 huizen met 198 inwoners onder de gemeente Assendelft en twee huizen met 21 inwoners onder de gemeente Westzaan. Tegenwoordig heeft Nauerna ruim 350 inwoners wonende in ca. 70 huizen plus ca. 30 woonschepen.

## Geschiedenis
Nauerna bestond als buurtschap al in de zestiende eeuw, waarbij het Westend als het oudste deel wordt beschouwd. In 1595 bestond de Bloksloot al, met een schutsluisje en kwam de Reef op het IJ uit via een uitwateringssluisje. In de glorietijd bezat het gebied van Nauerna zeven molens, met naam bekend. In 1630 is de polder Schermer ontwaterd. De Twisch wordt daarbij uitgediept en rechtgemaakt en zo ontstaat de Nauernasche Vaart. In de 17e eeuw wordt de dijk verhoogd en komen er een spuisluis en een schutsluis. Rond de schutsluis en oliemolen De Pauw ontstaat de buurtschap Nauerna met onder andere een herberg voor de schippers. Architectuurhistoricus Femke Huisman heeft in 2012 onderzoek gedaan naar de geschiedenis van Nauerna.

### Recente geschiedenis
De Nauernaschepolder, gelegen tussen de woonbebouwing Nauerna en het Noordzeekanaal, is sinds begin jaren tachtig in gebruik als vuilstort van de firma Afvalzorg. Volgens begin jaren negentig gemaakte afspraken zou de polder rond 2006 al overgegaan zijn in een groot park. In 2006 hadden gemeente Zaanstad, provincie Noord-Holland, Havenbedrijf Amsterdam en Afvalzorg buiten medeweten van de bewoners om een convenant gesloten waarin de vuilstort tot in lengte van jaren open kon blijven. Hier kwamen de bewoners van Nauerna, georganiseerd in Belangengroep Nauerna, tegen in opstand. Na jarenlange geschillen en een ´mediationtraject´ in 2012, is in 2013 een overeenkomst gesloten tussen alle betrokken partijen. In deze Overeenkomst Nauerna werden excuses aangeboden aan de bewoners van Nauerna, is afgesproken dat de vuilstort wordt gestopt in 2022 en dat boven op de vuilstort een natuur- en recreatiepark wordt aangelegd in drie fasen: fase 1 is op 27 juni 2015 feestelijk geopend, fase 2 zou in 2018 en fase 3 zou in in 2022 moeten worden gerealiseerd. Park Nauerna krijgt daarmee een oppervlakte van 60 hectare. De vuilstort is op 1 april 2022 definitief beëindigd, waarbij Afvalzorg wel een 15 hectare groot terrein naast hun hoofdkantoor zal blijven gebruiken voor recyclingactiviteiten. 

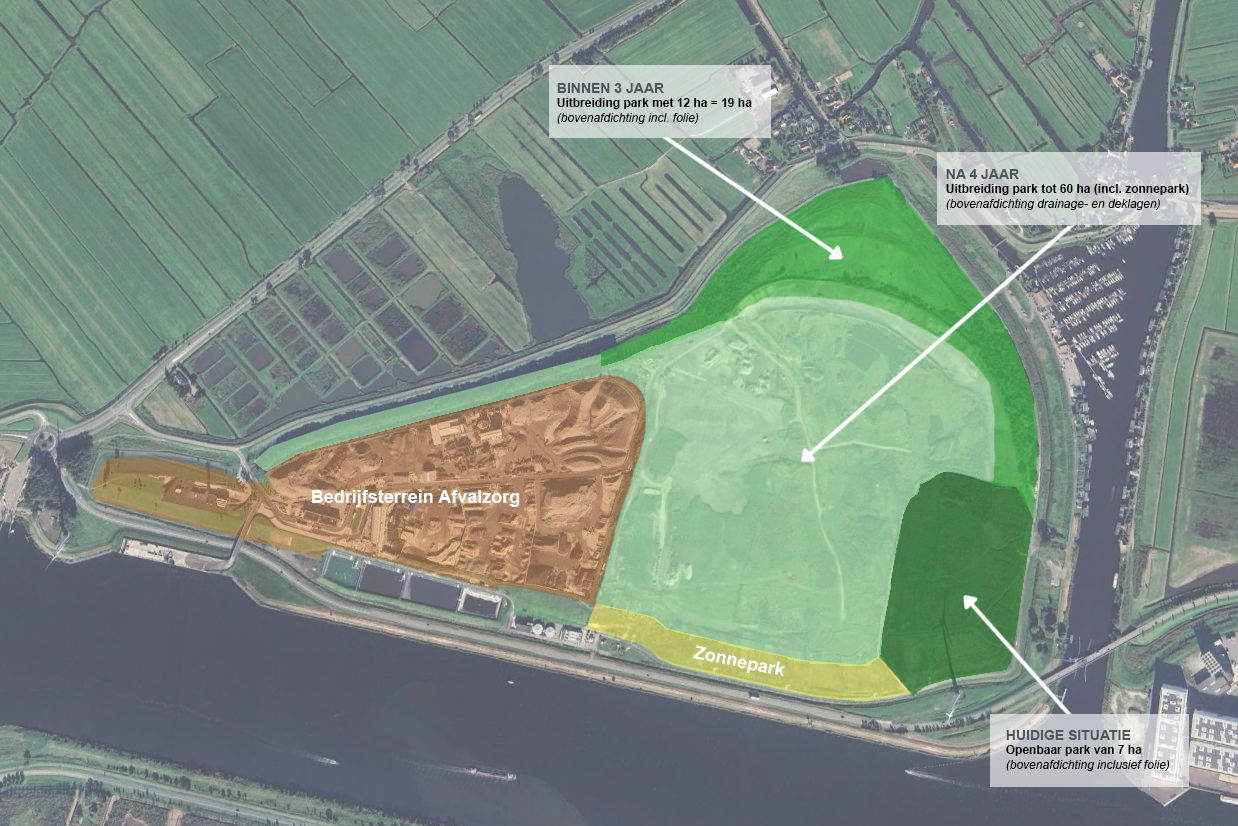
Inrichting en openstelling van fase 1,2 en 3 van Park Nauerna

De in 2013 gemaakte plannen hebben vertraging opgelopen, omdat er zorgen waren over de veiligheid van recreëren op de vuilstort. In augustus 2018 heeft de Raad van State de gemeente Zaanstad opdracht gegeven om de veiligheid van recreëren beter te borgen in het bestemmingsplan Nauerna. Na een GGD-advies en geconstateerde lekkage van percolaat in het opengestelde park werd het recreatiepark op verzoek van de gemeente in maart 2019 door Afvalzorg gesloten. In 2020 stelde gemeente Zaanstad het bestemmingsplan vast. Over de wijze waarop veilig gerecreëerd kan worden op Park Nauerna werd echter geen overeenstemming bereikt tussen de partijen van Overeenkomst Nauerna. Provincie Noord-Holland heeft daarom in 2020 in overleg met alle partijen het RIVM betrokken. Uit de hierop volgende gesprekken kwam de wens naar voren dat er eerst een generiek toetsingskader moest worden ontwikkeld voor veilig recreëren op stortplaatsen op basis waarvan het RIVM een risicobeoordeling voor Park Nauerna kan uitvoeren. Dit vormt de basis voor een advies over de risico’s en veiligheid van recreatie. Het RIVM heeft het onderzoek uitgevoerd vanaf juli 2022 met publicatie van de rapporten op 14 november 2024. Op basis van de rapporten en conclusies hebben de betrokken partijen een uitvoeringsscenario gekozen, waarbij fase 1 van folie wordt voorzien en fase 2 en 3 alternatieve voorzieningen krijgt om veilige recreatie mogelijk te maken. Fase 1 zal naar verwachting binnen 3 jaar gereed zijn. Fase 2 en 3 worden tegelijkertijd ontwikkeld en dat zal na circa 4 jaar opengesteld kunnen worden. Voorwaarde is wel dat de metingen positief uitwijzen dat er veilig gerecreëerd kan worden, waarna de gemeente Zaanstad het bestemmingsplan op het punt van bovenafdichting aan zal passen. Na realisatie zal Park Nauerna een oppervlakte hebben van 60 hectare.
Als compensatie voor de vertraging zijn er afspraken gemaakt over duurzame ontwikkelingen voor de buurtschap. Daarbij wordt om niet een deel van het park beschikking gesteld om een zonnepark te realiseren. Dit zal een (maximale) oppervlakte hebben van 7 hectare aan de zuidhelling van Park Nauerna. Het doel is om de energieneutraliteit van bewoners van Nauerna na te streven. 
Naast Park Nauerna wordt door Zaanstad ook Park Hoogtij in de Westzanerpolder aangelegd (openstelling gepland in 2026) en zijn de Nauernase Venen als natuurgebied bestemd; na aankoop van de gronden zijn deze bij Landschap Noord-Holland in beheer gegeven.

## Bezienswaardigheden
- 17e-eeuwse sluizen.

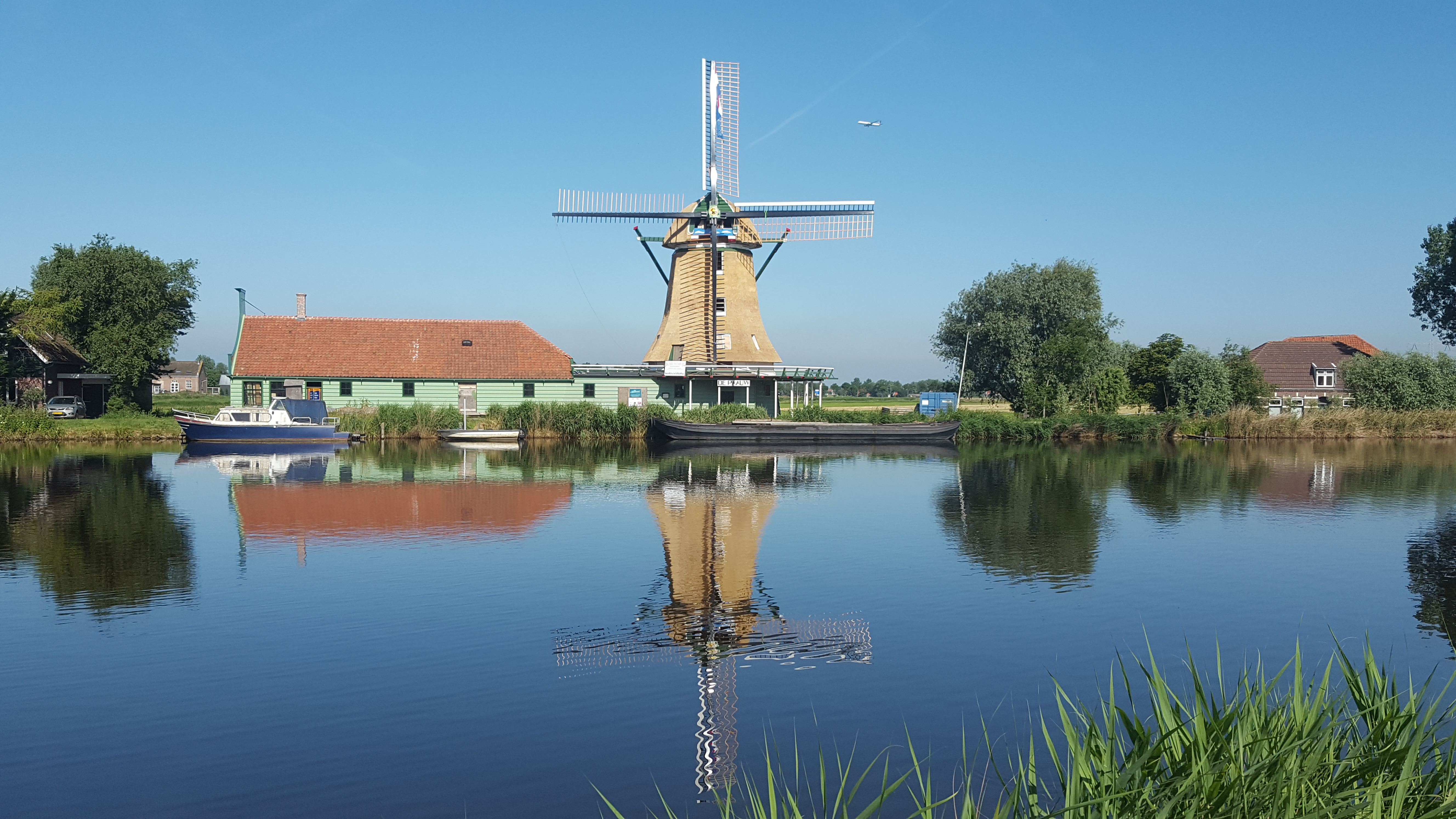
De molenschuur met molen de Paauw.

- Verschillende gebouwen in Nauerna dateren nog uit de 17e eeuw.
- Pakhuis De Archangel.
- Molenschuur De Paauw (gerestaureerd door Stichting Zaanse Pakhuizen)
- Herbouw van molen De Paauw begon in 2015, hierbij is het skelet van de molen De Haen gebruikt.[3]  Het buitenwerk was in het najaar van 2017 gereed, waarna het binnenwerk is gerealiseerd in de vorm van een hennepklopperij. In september 2018 vindt de opening van de molen plaats.
- Voormalig gemaal De Landbouw.

## Natuur en recreatie
- Park Nauerna 
  - park van 7 hectare is momenteel al opengesteld;
  - park fase 1 van 12 hectare wordt naar verwachting eind 2027 opengesteld (totale oppervlakte 19 hectare)
  - park fase 2+3 van 41 hectare worden naar verwachting in begin 2029 opengesteld (totale oppervlakte 60 hectare)
- Park HoogTij wordt in 2026 opgeleverd.
- Nauerna is onderdeel van een erfgoedroute.
- Nauernase Venen
- Jachthaven Nauerna